# گیلا گاملیل
گیلا گاملیل (عبری: גִּלָּה גַּמְלִיאֵל‎، زاده ۲۴ فوریه ۱۹۷۴) وزیر نوآوری، علوم و فناوری اسرائیل است. وی از سال ۲۰۲۳ تا ۲۰۲۴ وزیر اطلاعات اسرائیل بود.
گاملیل عضو حزب لیکود است و پس از انتخابات سال ۲۰۲۲ در دولت سی و هفتم به این مقام منصوب و از ژانویه ۲۰۲۳ شروع به کار کرد. از مارس ۲۰۲۴ وی به عنوان وزیر نوآوری، علوم و فناوری شروع به کار کرد.گاملیل در ۲۴ فوریه ۱۹۷۴ در گدرا به دنیا آمد. او خدمت ارتش خود را به عنوان رئیس ستاد تحقیقات نیروی هوایی با درجه گروهبان به پایان رساند. گاملیل دارای لیسانس در تاریخ و فلسفه خاورمیانه از دانشگاه برایلان است و فوق لیسانس را در فلسفه از دانشگاه بن گوریون در مرکز منطقه نگب دریافت کرد.
گاملیل اولین زنی است که به عنوان رئیس انجمن ملی دانشجویان خدمت کرد و پیش از این سه دوره رئیس اتحادیه دانشجویان دانشگاه بن گوریون بوده است.
او که در سال ۲۰۰۳ به عضویت کنست شانزدهم انتخاب شد، عضو کمیته‌های اقتصاد، آموزش، فرهنگ و ورزش، علم و فناوری، روابط عمومی، کمیته ارتقای وضعیت زنان و همچنین عضو علی‌البدل کمیته امور خارجه و دفاع کنست بوده است.
در مارس ۲۰۰۵، گیلا گاملیل به عنوان معاون وزیر کشاورزی و پس از انتخابات ۲۰۱۵ به عنوان وزیر بازنشستگان، دانشجویان، جوانان و برابری جنسیتی منصوب شد. وی همچنین به عنوان وزیر محیط زیست و وزیر اطلاعات اسرائیل هم خدمت کرده است.